# Zlatko Vujović
Zlatko Vujović (* 26. srpna 1958, Sarajevo) je bývalý jugoslávský a chorvatský fotbalista.
Hrál na postu útočníka za Hajduk Split a francouzské kluby. Byl na MS 1982 a 1990 a na ME 1984.

## Hráčská kariéra
Zlatko Vujović hrál na postu útočníka za Hajduk Split, Bordeaux, Cannes, Paris Saint-Germain, Sochaux a Nice.
Za Jugoslávii hrál 70 zápasů a dal 25 gólů. Byl na MS 1982 a 1990 a na ME 1984. Byl i na OH 1980.

## Úspěchy

### Klub
Hajduk Split
- Jugoslávská liga: 1979
- Jugoslávský pohár: 1984

Girondins Bordeaux
- Francouzská liga: 1987
- Francouzský pohár: 1987

### Individuální
- Jugoslávský fotbalista roku: 1981
- Král střelců jugoslávské ligy: 1985